# Klaus Ulbricht (Fußballspieler)
Klaus Ulbricht (* 14. September 1965) ist ein ehemaliger deutscher Fußballspieler.

## Karriere
Ulbricht spielte zunächst beim FC Süderelbe, wo er teils die Position des Liberos bekleidete und teils im Mittelfeld agierte. Er kam bereits im Alter von 16 Jahren in Süderelbes Herrenmannschaft zum Einsatz. 1986 zeigte der Bundesligist Hamburger SV Interesse an dem Spieler des Verbandsligisten, kurz nachdem der HSV Ulbrichts Mannschaftskameraden Lothar Dittmer mit einem Vertrag ausgestattet hatte. Der Wechsel zum HSV kam nicht zustande, Ulbricht ging im Jahre 1987 vom Verbandsligisten zum FC St. Pauli. In der Saison 1987/88 gab er in der 2. Bundesliga sein Debüt, als er am 26. Spieltag in der 78. Spielminute von Trainer Helmut Schulte, der im Saisonverlauf das Amt von Willi Reimann übernommen hatte, eingewechselt wurde. Im weiteren Saisonverlauf bestritt er neun weitere Spiele. St. Pauli wurde Tabellenzweiter und stieg in die Bundesliga auf. Ulbricht blieb Ergänzungsspieler bei den Hamburgern. Sein Vertrag lief nach dem Ende der Saison 1989/90 aus, Ulbricht fand keinen neuen Verein und nahm weiterhin am Übungsbetrieb des FC St. Pauli teil. Als die Mannschaft Ende August 1990 personell ausgedünnt war, griff der Bundesligist wieder auf Ulbrichts Dienste zurück und gab ihm einen neuen Vertrag. Ulbricht bestritt von 1987 bis zu St. Paulis Abstieg 1991 insgesamt 20 Spiele in der Bundesliga. 1992 stellte er einen Antrag auf sportliche Berufsunfähigkeit. Er war später Jugendtrainer beim Hamburger SV.